# 어느 남편의 부인 살리기
어느 남편의 부인 살리기(Epizoda u zivotu beraca zeljeza, An Episode in the Life of an Iron Picker)는 이탈리아에서 제작된 다니스 타노비치 감독의 2013년 드라마 영화이다. 나지프 무직 등이 주연으로 출연하였다.

## 출연

### 주연
- 나지프 무직
- 세나다 알마노비크
- 셈사 무직
- 산드라 무직